# Aeroportul Mopti
Aeroportul Mopti (IATA: MZI, ICAO: GAMB) este un aeroport din Sévaré⁠(d), Mali ce deservește zona Mopti. A fost numit după zona deservită.
Situat la o altitudine de 276 m, aeroportul dispune de 1 pistă. Este operat de Aéroports du Mali⁠(d).

## Infrastructură

### Piste
Aeroportul dispune de o singură pistă. Pista 05/23 are suprafața de asfalt și dimensiunile 2.542 m × 30 m. 